# Christian Haist
Christian Haist (ur. 1894, zm. ?) – zbrodniarz nazistowski, członek załogi niemieckiego obozu koncentracyjnego Dachau i SS-Oberscharführer.
Weteran I wojny światowej. W latach 1939–1940 walczył w szeregach Wehrmachtu w Polsce i Francji. Członek Waffen-SS od 15 grudnia 1941. Od 15 grudnia 1941 do 1 września 1944 był dowódcą oddziału wartowniczego i szkolił rekrutów w obozie głównym Dachau. Następnie przeniesiono go do podobozu Kempten, gdzie od 1 października 1944 do ewakuacji obozu sprawował funkcję zastępcy komendanta i dowódcy plutonu wartowniczego. Haist był również zastępcą dowódcy ewakuacji Kempten, która rozpoczęła się 30 kwietnia 1945.
W procesie członków załogi Dachau (US vs. Michael Greil i inni), który miał miejsce w dniach 6–9 maja 1947 przed amerykańskim Trybunałem Wojskowym w Dachau skazany został na 5 lat pozbawienia wolności za bicie więźniów (między innymi kolbą karabinu) i nakazywanie podobnego zachowania podległym mu esesmanom.